# Ułytau Żezkazgan
Ułytau Żezkazgan (kaz. Улытау Жезқазған Футбол Клубы) – kazachski klub piłkarski z siedzibą w Żezkazganie.

## Historia
Chronologia nazw:
- 1967–1974: Jenbek Żezkazgan (kaz. Енбек Жезқазған)
- 1975: Gorniak Żezkazgan (kaz. Горняк Жезқазған)
- 1976–1990: Dżezkazganiec Żezkazgan (kaz. Джезказганец Жезқазған)
- 1991: Metałłurg Żezkazgan (kaz. Металлург Жезқазған)
- 1992: Metallist Żezkazgan (kaz. Металлист Жезқазған)
- 1993–1996: Jenbek Żezkazgan (kaz. Енбек Жезқазған)
- 1997: Ułytau Żezkazgan (kaz. Улытау Жезқазған)

Klub został założony w 1967 jako Jenbek Żezkazgan i debiutował w Klasie B, strefie środkowoazjatyckiej i kazachskiej Mistrzostw ZSRR. W 1970 w wyniku reorganizacji systemu lig spadł do Klasy B, strefy kazachskiej, a potem pożegnał się z rozgrywkami na szczeblu profesjonalnym. W latach 1972–1973 występował we Wtoroj Lidze, strefie 6. W 1975 jako Gorniak Żezkazgan zrezygnował z występów we Wtoroj Lidze. W 1976 zmienił nazwę na Dżezkazganiec Żezkazgan, a w 1980 ponownie startował we Wtoroj lidze, w której występował do 1989. Ostatnie dwa sezony Mistrzostw ZSRR grał we Wtoroj Niższej Lidze, strefie 8.
Po uzyskaniu przez Kazachstan niepodległości w 1992 debiutował w Wysszej Lidze, ale po 2. kolejce zrezygnował z dalszych rozgrywek. W 1993 przywrócił nazwę Jenbek Żezkazgan i ponownie startował w Wysszej Lidze, w której zajął 22. miejsce i spadł do Birinszi Liga. Po dwóch latach w 1996 powrócił do Wysszej Ligi. W następnym roku zmienił nazwę na Ułytau Żezkazgan, ale po 14. kolejce zrezygnował z dalszych występów i został rozformowany.

## Sukcesy
- Klasa B ZSRR, strefa kazachska: mistrz (1968)
- Puchar ZSRR: 1/4 finału (1968/69)
- Mistrzostwo Kazachskiej SRR: mistrz (1968, 1971, 1973)
- Puchar Kazachskiej SRR: zdobywca (1967)
- Priemjer-Liga: 14. miejsce (1997)
- Puchar Kazachstanu: 1/4 finału (1996)